# 伊利沙伯女皇劇院
伊利沙伯女皇劇院，中文簡稱女皇劇院，是加拿大卑詩省溫哥華市中心的一座劇院，以女皇伊利沙伯二世命名。該劇院是溫哥華市民劇院（Vancouver Civic Theatres）代表溫哥華市政府運營的四個表演藝術場所之一，另外三個是奧芬劇院、溫哥華劇場（Vancouver Playhouse）及Annex （页面存档备份，存于）劇場。
該劇院是滿地可建築合夥Affleck, Desbarats, Dimakopoulos, Lebensold, Sise的第一個項目，於1959年7月開業。

## 外部連結

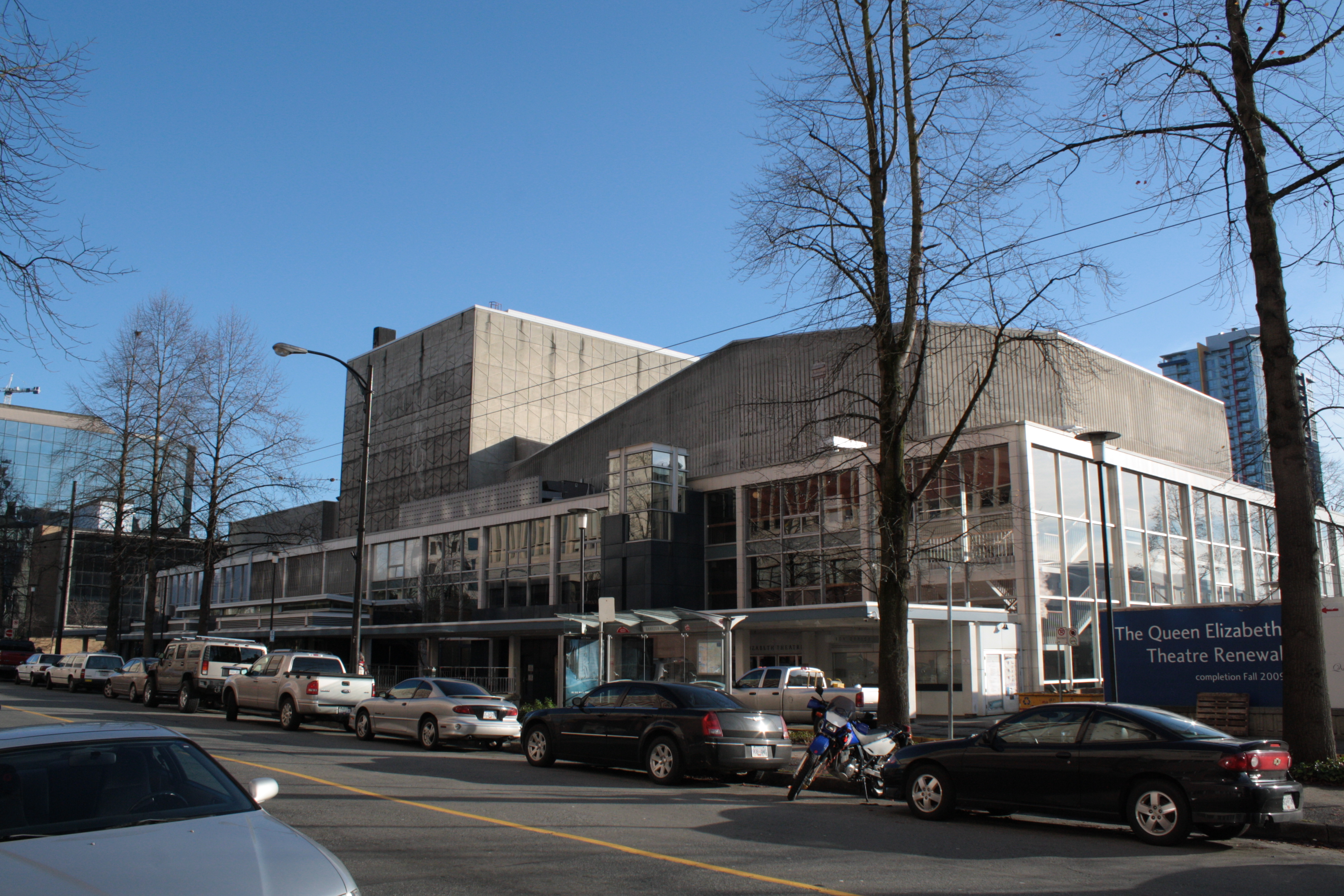
伊利沙伯女皇劇院

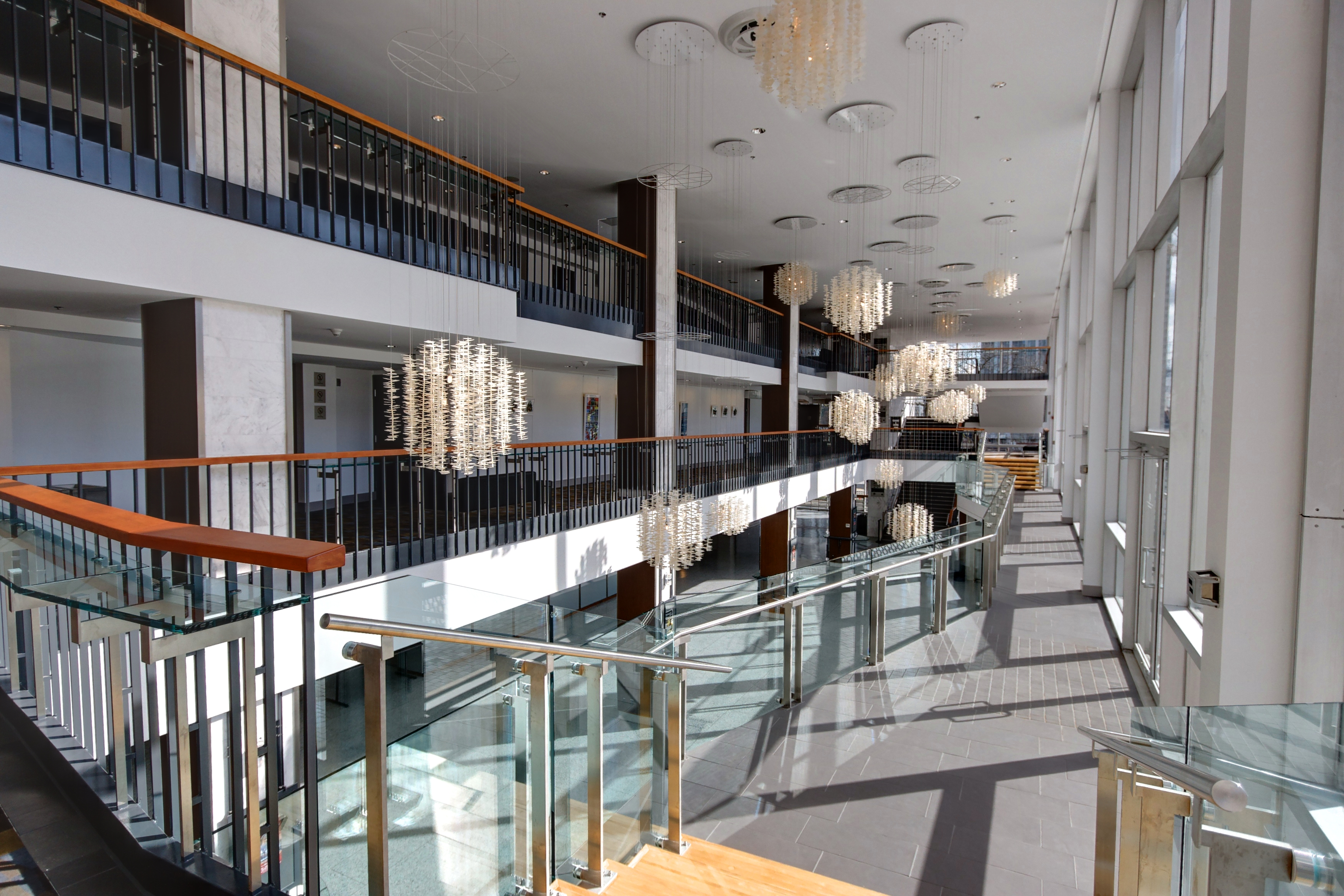
大堂

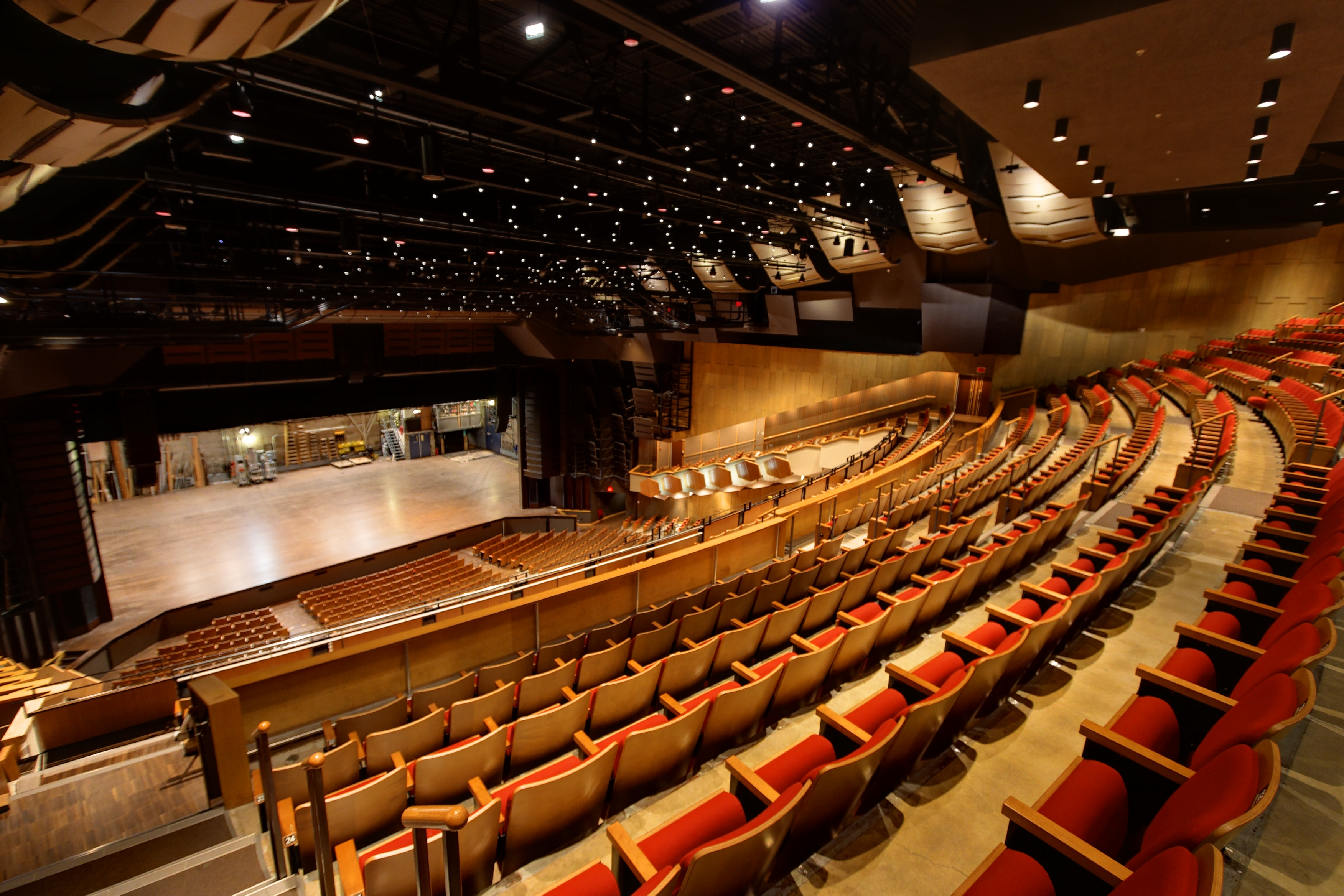
劇院內部

- Queen Elizabeth Theatre Website （页面存档备份，存于）
- Vancouver Opera's website （页面存档备份，存于）
- QET Renovations
- Ballet BC website （页面存档备份，存于）
- Long range plan and renovations 1993-2011 （页面存档备份，存于）

49°16′48″N 123°06′46″W / 49.2801°N 123.1128°W